# 2008年夏季奧林匹克運動會馬術團體場地障礙賽
2008年夏季奧林匹克運動會馬術比賽－團體場地障礙賽於2008年8月15日、8月17日及18日在香港的香港奧運馬術場舉行。

## 獎牌榜
| 獎牌 | 運動員 | 成績     |
| 金牌 | 美国（USA） · 麦克莱恩·沃德 · 座騎：Sapphire · 劳拉·克劳特 · 座騎：Cedric · 威尔·辛普森 · 座騎：Carlsson Vom Dach · 比齐·马登 · 座騎：Authentic                     | 20分+0分 |
| 銀牌 | 加拿大（CAN） · 吉尔·亨塞尔伍德 · 座騎：Special Ed · 埃里克·拉马兹 · 座騎：Hickstead · 伊恩·米勒 · 座騎：In Style · 马克·科恩 · 座騎：Ole                           | 20分+4分 |
| 銅牌 | 瑞士（SUI）1 · 克里斯蒂娜·利布赫尔 · 座騎：No Mercy · 皮乌斯·施维策 · 座騎：Nobless M · 尼克劳斯·舒滕贝格尔 · 座騎：Cantus · 史蒂夫·古尔达特 · 座騎：Jalisca Solier | 30分     |

- ^  注解1：北京奧運會馬術場地障礙團體賽銅牌得主、挪威選手托尼·安德烈·漢森因賽馬“卡米羅”的尿檢呈陽性，從而取消他的獎牌並對他施以四個半月禁賽的處罰。挪威隊奧運會銅牌被取消。按照相關規定，北京奧運會的馬術場地障礙團體賽第四名瑞士隊將遞補為第三名。[1]。